# Haverford College
Das Haverford College ist ein privates College für die sogenannten freien Künste (Liberal Arts), das Studenten beiderlei Geschlechts aufnimmt. Es befindet sich in Haverford im Delaware County in Pennsylvania, einem Vorort außerhalb der Großstadt Philadelphia, und genießt einen Ruf als eines der besten Colleges für die freien Künste in den Vereinigten Staaten.
Haverford ist Mitglied des Tri-College Consortiums, was für Studenten die Möglichkeit eröffnet, sich auch für Kurse beim Swarthmore College und beim Bryn Mawr College einzuschreiben. Insbesondere mit Bryn Mawr sind die Beziehungen von Haverford eng. Die beiden Hochschulen haben eine gemeinsame Studentenzeitung und Radiosender, und viele Aktivitäten der Studenten werden gemeinsam organisiert. Haverford Studenten haben auch das Recht, Kurse am University of Pennsylvania College of General Studies (CGS) zu belegen.
Das United States Census Bureau definierte im Jahr 2010 zu statistischen Zwecken einen Census-designated place, der das College-Gelände umfasst und zum Teil in das benachbarte Montgomery County reicht.

## Geschichte
Mitglieder der Quäker aus Philadelphia und New York gründeten das College 1833. Damit ist Haverford die älteste Hochschule in Nordamerika mit Quäker-Herkunft. Obwohl es heute keine offizielle religiöse Verbindung mehr gibt, hat die Quäker-Philosophie immer noch einen großen Einfluss auf das Leben auf dem Campus. Ursprünglich nur für Männer, ließ Haverford die ersten Studentinnen 1980 zu. Heute sind mehr als die Hälfte der Studierenden an Haverford Frauen. Alle 1.307 Studierende am College (Stand 2020; 2006: 1.168) sind Undergraduates.
In den Jahren 1941/1942 brachte Christopher Isherwood am Haverford College deutschen Flüchtlingen Englisch bei. Zwei seiner Schüler dort waren Hermann und Gretel Ebeling. Der 1938 in die USA emigrierte langjährige Frankfurter Privatdozent und Professor, der Historiker und Geograph Alois Kraus (* 8. Februar 1863 in Čerwenice; † 31. März 1953 in Bryn Mawr (Pennsylvania)), arbeitete nach seiner Ankunft in den USA als Tutor am College.